# Municipalità di Streaky Bay
La municipalità di Streaky Bay è una Local Government Area che si trova in Australia Meridionale. Essa si estende su una superficie di 6.232 chilometri quadrati e ha una popolazione di 2.181 abitanti. La sede del consiglio si trova a Streaky Bay.